# Modicogryllus truncatus
Modicogryllus truncatus är en insektsart som först beskrevs av Yu S. Tarbinsky 1940.  Modicogryllus truncatus ingår i släktet Modicogryllus och familjen syrsor. Inga underarter finns listade i Catalogue of Life.